# オーロラ号の漂流

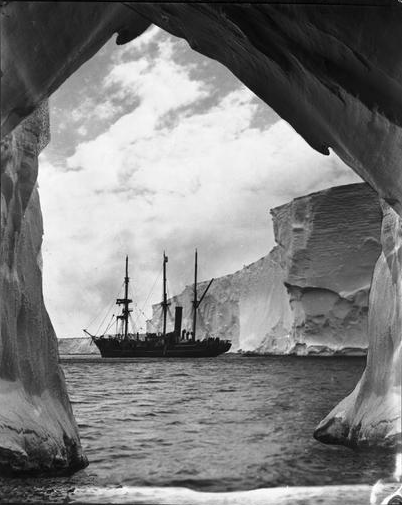
南極のアデリーランドに停泊中のオーロラ号（写真は豪・南極遠征時のもの）

オーロラ号の漂流（オーロラごうのひょうりゅう英: SY Aurora's drift）は、1914年から1917年に実施されたアーネスト・シャクルトンの大英帝国南極横断探検でロス海支隊を運んだスチームヨットのオーロラ号が、312日間漂流した試練の出来事である。1915年5月、南極大陸のマクマード入江に係留されていたオーロラ号が、強風のときに繋索が切れて漂流を始めた。厚い流氷に囲まれて操船不能となり、十分な食料の蓄えを持たない隊員10人を陸上に残し、18人の乗組員とともに、ロス海と南極海の開けた海域に流されてしまった。
元は極洋捕鯨船のスチームヨットで船齢40年を超えるオーロラ号は、1915年1月、シャクルトンの南極大陸横断を支援する基地の設営に携わるロス海支隊をマクマード入江にあるエバンス岬へ送り届けた。オーロラ号の船長イニーアス・マッキントッシュが陸上部隊を指揮するため上陸し、留守の間は一等航海士のジョセフ・ステンハウスが船の指揮を引き継いだ。不適切な場所が越冬の停泊地に選ばれたのはステンハウスの経験不足が要因のひとつかもしれないが、上官の指示によって停泊地の選択肢は限られていた。船は吹き流された後に氷の中で激しく損傷し、舵が壊れたうえに、錨を失った。漂流中、ステンハウスが船の放棄さえ検討するほどの状況にいくどか直面した。エバンス岬と、さらに後にはニュージーランドやオーストラリアの基地と無線で連絡を取ろうとしたが果たせず、漂流は南半球の冬から春に及び、南極線を越えてさらに北へ流された。1916年2月、ようやく船をとり囲んでいた氷が解けはじめ、1か月後には解放された。オーロラ号は、その後修理や補給が可能なニュージーランドにたどり着き、物資を補給して南極に戻り、陸上部隊の生存者を救出した。
救援業務の監督を担当する委員会は、シャクルトンによるロス海支隊の当初の人員や物資の編成に批判的な立場であった。ステンハウスは船を守る役割を果たしたものの、ニュージーランドのポート・チャルマーズにオーロラ号が入港した後、ロス海支隊救援隊の組織委員会から指揮官を解任された。オーロラ号は新しい指揮官の下、大幅に入れ替えられた乗組員を従え、マクマード入江に戻った。ジョセフ・ステンハウスはオーロラ号乗務の功績により、後に大英帝国勲章（オフィサー）を贈られた。

## 背景

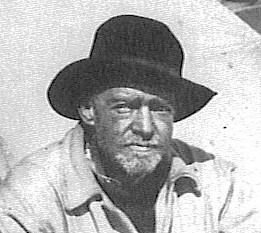
アーネスト・シャクルトン、遠征の総隊長

帝国南極横断探検隊は2つの隊で構成されていた。第1の部隊はアーネスト・シャクルトン自身が指揮し、エンデュアランス号でウェッデル海へ向かった。そこに基地を設営し、隊員のうち6人からなる犬そり隊が南極点を経由してロス海のマクマード入江まで大陸を横断する考えだった。第2の隊は、イニーアス・マッキントッシュの指揮下、オーロラ号でロス海の基地に向かい、シャクルトン隊が通過する予定のルートの後半部分に補給物資を置くのが任務であった。シャクルトンは、このロス海支隊の任務を難しくはないものと考えていた。しかし、シャクルトンはロス海支隊の詳細な計画について練る時間をほとんど割かなかった。その結果、マッキントッシュは、オーストラリアに到着して任務に就くやいなや、次から次へと財政や組織の問題に悩まされ、中でもオーロラ号に関する問題は深刻であった。オーロラ号は、長年の実績を誇る堅牢な捕鯨船であったが、船齢は40年となり、しかもダグラス・モーソンのオーストラリア南極遠征から戻ったばかりで大々的な再修理が必要であった。オーストラリアの著名な極圏科学者、エッジワース・デイビッドの口添えによってオーストラリア政府による資金とドック設備の提供が実現し、オーロラ号は、引き続き南極圏における活動に携わるための改修を受けた。

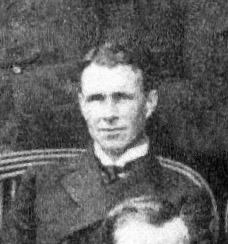
ロス海支隊の隊長を務めたイニーアス・マッキントッシュ

最終的に1914年12月に出港したロス海支隊で、南極圏において際だった経験を有していたのは、マッキントッシュのほか、犬を担当したアーネスト・ジョイス、船のボースン（甲板長）であるジェイムズ・"スコッティ"・ペイトンのみであった。隊員の中には駆け込みで参加した者もいた。海に出たことのなかった鉄道技師アドリアン・ドネリーはオーロラ号の二等機関士になり、無線通信士のライオネル・フックは18歳の修行中の身だった。オーロラ号の一等航海士ジョセフ・ステンハウスはイギリス・インド蒸気船運航会社の出身で、隊に参加した時点の年齢は26歳であった。不況から回復期にあったオーストラリア在留中にシャクルトンの計画を聞きつけ、オーロラ号における職を確保するためロンドンに赴いた。少年期にフリチョフ・ナンセンやロバート・スコット大佐、ウィリアム・スペアズ・ブルースなどの極圏探検者から刺激を受けていたものの、南極海や氷の状態について直接の経験はなかった。

## マクマード入江

### 冬の停泊
オーロラ号は1915年1月にマクマード入江に到着した。オーストラリアを出発するのが遅れたために、南極での活動シーズンとしては遅い時期だった。予定から3週間遅れていたので、マッキントッシュは補給所の設置作業をすぐにも始めるべきと判断し、自ら指揮をとることにした。1月25日には、ステンハウスに船の指揮を任せ、犬ぞりの先発隊の1つを率いて出発した。マクマード入江が冬の間氷結してしまう前のわずか数週間のうちに、ステンハウスは残りの陸上部隊と物資の陸揚げを監督する必要があった。また、冬の間安全に船を係留する場所を見つけねばならなかった。マッキントッシュは、船を離れる際、これが最優先課題だと明確に指示していた。

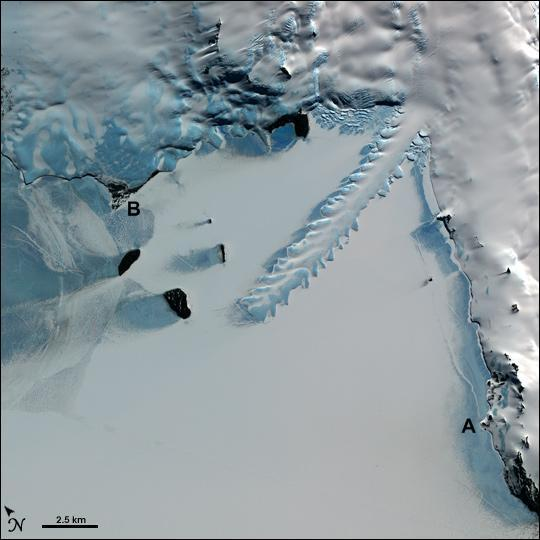
凍ったマクマード入江を上空から見たところ。大陸から突き出ているエレバス氷舌の先にハットポイント（右下のA点）、エバンス岬（左上のB点）が見られる

冬季にマクマード入江で安全に係留できると分かっていた場所は、スコットが初めての遠征(ディスカバリー遠征) で1901年～1903年に使ったハットポイントの基地だけであった。この基地は、マクマード入江を二分するエレバス氷舌の南側に置かれた。ただ、スコットの船は2年間氷に閉じ込められ、解放のために2隻の救援船が出て、爆薬による氷の粉砕が行われた。シャクルトンはこのような事態を絶対に避けようと、マッキントッシュには氷舌より北で越冬するよう明確な指示を与え、それがステンハウスに伝えられていた。それまでこの湾の露出した北部で越冬した船はなく、このような判断について、経験のある水夫のアーネスト・ジョイスやジェイムズ・ペイトンは個人的な日誌で疑問視する記述を残している。後にロス海支隊の救援隊を率いたジョン・キング・デイビスは、オーロラ号が氷に閉じ込められる可能性があったとしても、ステンハウスはシャクルトンの指示を無視し、安全なハットポイントにオーロラ号を置く移動させるべきであったと、遠征の完了後に記している。
当初、ステンハウスはエレバス氷舌自体の北側に船を停泊させようとした。あるとき風向きが変わり、氷舌と近づいてくる叢氷の間にオーロラ号が閉じ込められそうになったが、かろうじてこれを回避した。他の選択肢をいくつか検討した結果、最終的には以前にスコット大佐がテラノバ遠征で1911年に基地とした、氷舌の北約6海里 (11 km) に位置するエバンス岬沖で停泊することに決めた。。3月14日、何度もやり直した末、ステンハウスはオーロラ号をエバンス岬の岸に船尾を向けた位置につけ、2つの大きな錨を投じて海底に固定した。錨は錨索と太綱、それに太い鎖によって船尾につながれた。主錨鎖も2つ落とされた。3月14日のうちに、二等航海士のレスリー・トンプソンの言葉によれば「戦艦を保持できるほどの太綱と錨」で船が岸の氷に固定されていった。

### 暴風による漂流開始
エバンス岬のむき出しの停泊地は、オーロラ号を冬の厳しい気象に完全に曝すことになった。4月半ばには船が「難破船」のようになり、右舷側に大きく傾き、氷が周りを動くと激しい衝撃や振動が伝わった。気象が許すときは、陸上部隊との通信を可能にする無線用アンテナを張ろうとした。アンテナは、後にオーストラリアやニュージーランドとの通信にも使う考えであった。補給所に置くそり隊用の食料で船内に残っていた分は岸に揚げられたが、冬の間は船が同じ場所に留まるという前提だったため、陸上部隊の個人備品や燃料、機材の大半は船上に置かれたままであった。
5月6日午後9時ごろ、激しい嵐が吹いていた中で、船上の隊員が「爆発音」を2回聞き、主となる太綱が錨から切れた。風の力に加えて急激に動く氷の力が働いた結果、オーロラ号は停泊地から切り離され、大きな氷盤に取り囲まれる格好で湾の中を漂い始めた。ステンハウスは、強風が弱まれば蒸気機関の力で岸に戻れるかもしれないと考え、蒸気を上げるよう命令したが、エンジンが冬の修繕のために一部分解されており、即座に始動できなかった。たとえエンジンを始動できたとしても、98馬力 (73 kW) のエンジンと1軸のスクリュー・プロペラでは、推力不足だった。嵐の轟音のせいで、エバンス岬の小屋にいる科学者部隊は異変の音に気付いていなかった。船が流されてしまったことを知ったのは朝になってからだった。
オーロラ号が漂流を始めたときには18人が乗船しており、岸には10人が残された。エバンス岬の小屋には4人の科学者がいた。最初の補給所設置隊はマッキントッシュとジョイスを含む6人であり、このときハットポイントでエバンス岬まで海氷を渡るチャンスをうかがって待機していた。

## 漂流

### 第一段階

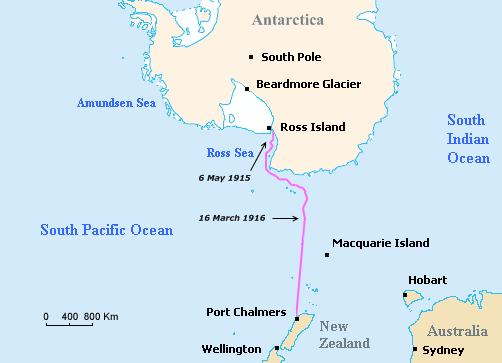
オーロラ号の漂流経路。漂流し始めた1915年5月6日時点の位置、1916年3月14日に氷から解放された時点の位置、その後のポートチャルマーズまでの退避ルート

5月8日、それまで止むことなく吹き続けた南からの強風によって、船が氷に閉じ込められたままマクマード入江から北へと押し出され、ロス海の開放水域に入った。ステンハウスは5月9日の日誌でオーロラ号の状況について「叢氷の中に固く閉ざされ、どこへ行くかは神のみぞ知るだ。(中略) 我々の健康状態は良い。(中略) 意気は高く、きっとうまく切り抜ける。」と要約した。ステンハウスは、もはやマクマード入江での越冬は期待できないと観念し、エバンス岬に残された隊員のことを心配して「彼らにとって、見通しは非常に暗い。そり隊が来年使う分のバーバリーや衣類その他を船に積んだままだ」と記した。その後の2日間、乗組員が甲板で働けないほどに風が強かったが、5月12日は一時的に無線通信用アンテナを張れるほどに和らいだ。フックが陸上の部隊との接触を試み始めた。しかし、そのモールス信号はエバンス岬に届かなかった。船に搭載していた送信機は通常の通信範囲が300マイル (480 km) 足らずであったが、フックは1,300海里 (2,400 km) 以上離れたマッコーリー島の基地と通信しようとして、やはり叶わなかった。
5月14日、主錨2個の壊れた残骸が残っており、船を転覆させる恐れがあったので、それらを甲板に引き上げた。それから数日は叢氷が厚くなり、ますます天候が荒れた。その状況では操船しようにも石炭の浪費になるだけであったので、ボイラーを停止させた。さらに、船内の清水の補充が問題になった。大きな氷山が見えたが、気象条件が悪い中で近づくにはあまりに距離があったため、乗組員は飲料水を得るために雪を集めるしかなかった。食料はそれほど問題にならなかった。船の周りに集まってくるペンギンやアザラシの肉でオーロラ号に積んでいた食料を補うことができた。乗組員の士気を上げるために5月24日のイギリス帝国の日にはラム酒が支給された。
5月25日、オーロラ号がヴィクトリアランドの方向に流されていたとき、ステンハウスは大きな氷の塊がねじれて立っている光景を見て「墓場の様だ」と表現した。この氷が船体の周りを動き回ったので、オーロラ号は常に危険な状況にあった。万一、オーロラ号が氷に捕まって潰された場合は岸に向けて行進できるよう、ステンハウスは乗組員にそりと物資の準備を命じたが、差し当たりの危険は去った。比較的何もない数週間が過ぎ、その間にステンハウスは選択肢を検討した。船が氷に閉ざされたままでも動きがなくなるのであれば、そり隊に装備や物資を持たせてエバンス岬に送り出す方法がある。一方、北への漂流が続く場合は、船が氷から解放され次第ニュージーランドに向かい、修繕と再補給を済ませ、2期目の補給所設置に間に合うよう9月か10月にエバンス岬に戻る方法を考えていた。
7月9日には漂流のスピードが上がり、叢氷の圧力が高まる兆候があった。7月21日、氷が船首と船尾の両端から船体を押しつぶすような位置になり、がっしり掴まれて舵が修復不能なまで壊れた。フックの日誌によれば「全員が舷側から氷に飛び降りる用意ができていた。船は間違いなく破壊されるように思われた」と記した。翌日、ステンハウスは船を放棄する準備をしたが、氷の動きが変わって状況が緩和され、船は安全な位置に落ち着いた。船を棄てる計画は中止された。フックは無線通信用アンテナを修理し、マッコーリー島に対する呼び出しを再開した。8月6日、漂流を始めてから初めて太陽が顔を出した。オーロラ号は依然として氷にしっかり捉えられたままで、今やエバンス岬から北へ360海里 (670 km) にあって、ロス海が南極海となり、ヴィクトリアランド北端のアデア岬に近い場所に位置していた。

### 南極海の段階
船がアデア岬を過ぎた時、漂流の方向が北西向きに変わった。8月10日、ステンハウスは、船の位置が岬の北東45海里 (83 km) で、1日の平均漂流距離はちょうど20海里 (37 km) を少し上回る程度と推定した。その数日後、ステンハウスは船が「前後に漂流しており、進歩がない状態」だと記している。「しかし、文句を言ってはいられない、忍耐するしかない」とステンハウスは記し、マスト上の見張り台からははっきりと開放水面が見えると付け加えた。叢氷の縁が近い見込みがあるため、応急舵の工作が始まった。これには破壊された舵の除去から始める必要があり、技師のドネリーが大部分を担当した。応急舵はありあわせの材料で作られ、8月26日には、氷から脱出でき次第使えるようになっていた。その時には舵を船尾から降ろし、人力で「巨大なオールのように」こぐことになっていた。
8月25日、フックはときおりマッコーリー島とニュージーランドとの間で交わされている無線信号を傍受し始めていた。8月末には海氷域の中に開けた水路が現れるようになり、ときには船の下で波のうねりを見つけることができた。しかし、9月に入って厳しい気象条件が戻り、ハリケーンのような風が無線通信用アンテナを破壊し、通信を試みていたフックの無線業務が一時的に中断された。9月22日、オーロラ号から無人のバレニー諸島が視界に入るようになった。ステンハウスはエバンス岬からの移動距離を700海里 (1,300 km) と推算し、これを「すばらしい漂流」と称した。また、自然現象や氷の方向については定期的な観測と記録が維持されており「（漂流も）無駄ではなかった。叢氷の流向や流速に関する知識は、あらたに人類の知識の集積に加わる貴重なものだ」と付け加えた。
10月以降、オーロラ号の状況はほとんど変わらなかった。ステンハウスは士気を保ち、作業が可能なときは常に乗組員に仕事をさせる一方、氷上でサッカーやクリケットなどのレジャー活動を計画するなど懸命に努力した。11月21日、オーロラ号は南極線を通過し、とうとう船の周りの氷が明らかに解けはじめ、ステンハウスは「猛吹雪でも来れば全体の解氷につながる」と記した。クリスマスが近づいてもまだ氷が固かった。ステンハウスは乗組員に祭の用意を認めたが、その日誌には「神よ、どうかひどい祭は終わりにしてくれ給え。我々は可能な限りのものをむさぼり、エバンス岬の憐れな奴らはほとんど、あるいは何も持っていない!」と記していた。数日後の新年は、即興のバンドで『ルール・ブリタニア』と『女王陛下万歳』を歌って祝った。

### 解放
1916年1月初旬、船を捕縛していた浮氷が日光を受けて割れ始めた。ステンハウスはニュージーランドで修繕をした後で「2月末にリトルトンを出航し、運よく南へすばやく航海できれば、入り江全体が凍結する前にハットポイントに到着できるかもしれない」と推量した。船から遠くない場所で氷が速く動いているのが見られたが、それでも1月の間、オーロラ号は氷に捉われていた。
南極の夏が終わりかけており、ステンハウスはオーロラ号がもう1年氷に捉われたままになる可能性を考えねばならず、燃料や食料の点検後、アザラシやペンギンをもっと捕獲するよう命令した。しかしこれは難しいことが分かった。氷が柔らかくなってきており、船から遠くまで移動するのは危険だった。船を囲んでいる氷が解けるにつれて、船殻木材の継ぎ目が開いて来て、1日3ないし4フィート（およそ1 m）の水が浸水してくるようになり、ポンプで掻い出すのが日常になった。2月12日、乗組員が排水作業で忙しくしていたところ、ついに船の周りの氷が壊れ始めた。わずか数分で浮氷全体が粉々になり、水面が開け、オーロラ号は自由に浮かんでいた。翌朝ステンハウスは帆を張ることを命じたが、2月15日、船は集まって来た氷に止められ、また2週間動けなくなった。石炭が底をついてきていたのでステンハウスはエンジンの使用をためらったが、3月1日に選択の余地がないと判断した。蒸気を送るように命じ、翌日にはエンジンの力で前進を始めた。何度か停止と進行を繰り返した後、3月6日に、見張り台から氷の縁が視認された。3月14日、オーロラ号は遂に氷から離れた。312日間、1,600海里 (3,000 km) を漂流して来ていた。ステンハウスは船が開けた海に出た位置を南緯64度27分、東経157度32分と記録した。

## 文明世界への帰還

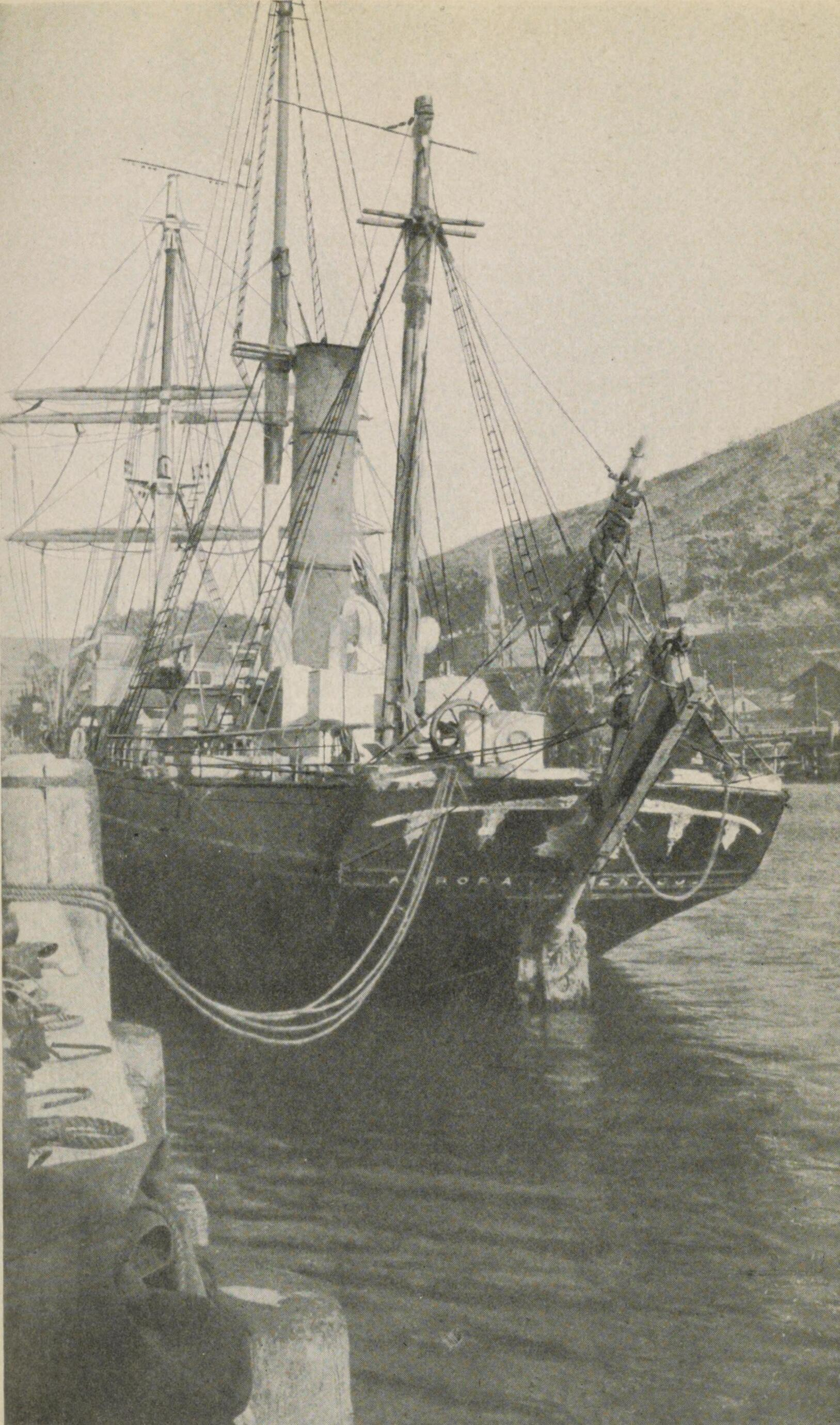
漂流後にニュージーランドに帰還したオーロラ号、応急舵が見える

叢氷からの脱出が遅れたことで、すぐにエバンス岬へ救援に向かうというステンハウスの望みが絶たれた。今や、ニュージーランドにたどり着き、翌春に南極に戻ることが最重要だった。叢氷に捕まっていた最後のいらだたしい数週間で無線機器の作業を続けていたフックは、電文の送信を再開した。フックと他の乗組員は、オーロラ号が漂流している場所から最も近いマッコーリー島の無線局が財政的な事情でオーストラリア政府によって最近閉鎖されていたことを知らなかった。3月23日、甲板から80フィート (24 m) の高さに掲げた特製の4線型アンテナを使ってフックが電文を送信したところ、大気圏の異常な条件が重なり、ニュージーランドのブラフ局に信号が届いた。翌日にはタスマニアのホバートまで信号が届き、フックはそれから数日間、オーロラ号の位置、全体の状況、陸上部隊の苦境に関する詳細を送った。これらの電文は、無線機の通常の通信範囲をはるかに超える距離の送信を可能にした異常伝播が発生した事実とともに、世界中で報道された。
氷を抜け出して安全な所に向かうオーロラ号の航海は進みが遅く、危険なものだった。石炭の消費量を抑えるため、エンジンの使用は限定的にせざるを得ず、急ごしらえの応急舵では操舵が難しかった。ときには船が頼りなくもがき、沈没の危険性もあった。ステンハウスは、外界と接触できた後も、はじめのうちは直接の助けを求めることを躊躇した。救援を要請すれば、遠征隊がさらに苦しい立場に置かれてしまうのではないかと恐れた。しかし、3月31日にニュージーランド近くで嵐に見舞われたときは、船が岩に乗り上げる危険性が生まれ、救援を求めるしかなくなった。その2日後、タグボートのダニディン号が迎えにきて、タグワイヤーが結ばれた。翌1916年4月3日朝、オーロラ号はポート・チャルマーズの港に曳航された。

## 救援の旅
ニュージーランドに到着したステンハウスは、1914年12月にサウスジョージアを出発したシャクルトン率いるウェッデル海の本隊について、出発以来、何も情報が入っていないことを知った。帝国南極横断探検隊の本隊とロス支隊の両方が救援を必要としている可能性があるようにみえた。ステンハウスはロンドンの遠征事務所から、資金はとっくに底をついており、オーロラ号の修繕費用の財源は他で見つける必要があると告げられた。エバンス岬に置き去りにされている隊よりも、シャクルトン隊の救出が優先だと当局が考えているのは明らかだった。
事態に変化のない時期が続いたが、5月末になるとシャクルトンが突然フォークランド諸島に現れた。イギリス、オーストラリア、ニュージーランド各国政府はロス海支隊の救援遠征に合同で資金を出すことに合意し、6月28日にはオーロラ号の修繕が始まった。依然、ステンハウスは「事実上」の船長として自身が救援隊を率いて行くものと考えていたが、船の修繕を担当する委員会はシャクルトンによるロス海支隊の当初の編成に批判的であった。委員会は救援隊の指揮官を独自に指名することを望み、彼らにとって、シャクルトンに忠誠なステンハウスは認められない人選であった。さらに、委員会は、不運な結果を招いた場所をステンハウスが冬季の停泊地に選択したことを引き合いに出し、指揮官としての経験値を問題にした。先行きの不透明なまま数か月が経ち、ジョン・キング・デイビスがオーロラ号の新しい船長に指名されたことをステンハウスが知ったのは、10月4日付の新聞記事であった。ステンハウスは、このような編成に協力しないようシャクルトンに促され、オーロラ号で一等航海士に就けるという提案を拒否し、トムソン、ドネリー。フックと共に解雇された。シャクルトンがニュージーランドに現れたときは、この件に介入しようにもすでに手遅れとなっており、定員外の士官として自身がオーロラ号に乗船できるようにするのが精一杯であった。オーロラ号は1916年12月20日にエバンス岬に向けて出港した。
1917年1月10日、ほとんど新しい乗組員に入れ替わったオーロラ号がエバンス岬に到着し、陸上部隊の生存者7人を収容した。しかし、マッキントッシュ、ビクター・ヘイワード、アーノルド・スペンサー・スミスの3人が既に死亡していた。
オーロラ号が南極を訪れたのはこれが最後となった。ニュージーランドに帰港後、船はシャクルトンによって石炭運搬会社に売却され、1917年6月20日にオーストラリアのニューサウスウェールズ州ニューカッスルを離れてチリに向かったが、その後行方が分からなくなった。1918年1月2日、ロンドンのロイズにより消息不明として公示された。このとき行方不明となった者の中にジェイムズ・ペイトンがいた。ペイトンはロス海支隊の遠征からオーロラ号が漂流していた間、およびその後の救援隊でも船の甲板長を務めていた。
1920年、ジョセフ・ステンハウスはオーロラ号乗務の功績が認められ、イギリス国王ジョージ5世から大英帝国勲章・オフィサー (OBE) を贈られた。